# 菲察·洛温
菲察·洛温（羅馬尼亞語：Fița Lovin，1951年1月14日—），旧姓拉菲拉（Rafira），罗马尼亚女子田径运动员。她曾代表罗马尼亚参加1980年和1984年夏季奥林匹克运动会田径比赛，其中1984年奥运会获得一枚铜牌。